# Cantonul Karlovac
Cantonul Karlovac este una dintre cele 21 unități administrativ-teritoriale de gradul I ale Croației. Are o populație de 141.787 locuitori (2001). Reședința sa este orașul Karlovac. Cuprinde 5 orașe și 16 comune.